# Simon Jacquet
Pour les articles homonymes, voir Jacquet.
Simon Jacquet est un monteur français.

## Biographie
Il sort diplômé de la Femis, département montage, en 2002.

## Filmographie partielle
- 2004 : 10e chambre, instants d'audience de Raymond Depardon
- 2005 : Le Passager d'Éric Caravaca
- 2005 : Le Quotidien de Raymond Depardon
- 2006 : Les Ambitieux de Catherine Corsini
- 2007 : La Maison de Manuel Poirier
- 2008 : Affaire de famille de Claus Drexel
- 2008 : La Vie moderne de Raymond Depardon
- 2009 : Partir de Catherine Corsini
- 2009 : La Grande Vie d'Emmanuel Salinger
- 2010 : Téléphone arabe de Sameh Zoabi
- 2011 : L'Avocat de Cédric Anger
- 2011 : La Ligne droite de Régis Wargnier
- 2011 : Let My People Go! de Mikael Buch
- 2012 : Une vie meilleure de Cédric Kahn
- 2012 : Journal de France de Raymond Depardon et Claudine Nougaret
- 2012 : Mystery de Lou Ye
- 2013 : Attila Marcel de Sylvain Chomet
- 2013 : Un beau dimanche de Nicole Garcia
- 2014 : Vie sauvage de Cédric Kahn
- 2015 : Mon roi de Maïwenn
- 2016 : Mal de pierres de Nicole Garcia
- 2017 : 12 Jours de Raymond Depardon
- 2018 : Le Grand Bain de Gilles Lellouche
- 2019 : Doubles Vies d'Olivier Assayas
- 2019 : Un monde plus grand de Fabienne Berthaud
- 2021 :  BAC Nord de Cédric Jimenez
- 2024 : L'Amour ouf de Gilles Lellouche
- 2026 : Karma de Guillaume Canet (comme scénariste)

## Distinctions

### Nominations
- César du meilleur montage :
  - au César 2016 pour Mon roi
  - au César 2017 pour Mal de pierres
  - au César 2019 pour Le Grand Bain
  - au César 2022 pour BAC Nord
  - au César 2025 pour L'Amour ouf